# Mazowszany
Mazowszany is een dorp in de Poolse woiwodschap Mazovië. De plaats maakt deel uit van de gemeente Kowala en telt 540 inwoners.